# Зайцево (Сямженский район)
Зайцево — деревня в Сямженском районе Вологодской области.
Входит в состав Коробицынского сельского поселения, с точки зрения административно-территориального деления — в Коробицинский сельсовет.
Расстояние по автодороге до районного центра Сямжи — 44 км, до центра муниципального образования Георгиевской — 4 км. Ближайшие населённые пункты — Пестино, Высоково, Пудково.
По переписи 2002 года население — 24 человека (10 мужчин, 14 женщин). Всё население — русские.